# Тяня (река)
Тя́ня (также Тээнэ) — река в Олёкминском районе Якутии (Россия), правый приток Токко. Длина реки составляет 177 км, площадь водосборного бассейна — 4030 км². 
Река берёт начало в центральной части Олёкмо-Чарского нагорья, на высоте более 600 м над уровнем моря. В верховьях и в среднем течении течёт преимущественно на север, после впадения реки Харбата поворачивает на северо-запад. В основном протекает по сосново-лиственничной холмистой и горной тайге. Перед устьем на левом берегу расположено село Тяня. Впадает в Токко в 136 км от её устья по правому берегу, на высоте менее 192 м над уровнем моря. Ширина в нижнем течении — 63 м при глубине 0,7 м; скорость течения в низовьях — 0,6 м/с. 

## Основные притоки
Указаны поименованные притоки длиной 30 км и более.
| Название | Расстояние от устья | Длина | Положение |
| -------- | ------------------- | ----- | --------- |
| Дюкюэсюн | 34                  | 52    | левый     |
| Харбата  | 76                  | 54    | правый    |

## Данные водного реестра
По данным государственного водного реестра России и геоинформационной системы водохозяйственного районирования территории РФ, подготовленной Федеральным агентством водных ресурсов:
- Бассейновый округ — Ленский
- Речной бассейн — Лена
- Речной подбассейн — Олёкма
- Водохозяйственный участок — Чара
- Код водного объекта — 18030400212117200026949